# Kjell Nordström (politiker)
Se även Kjell Nordström (militär) och Kjell A. Nordström.
Kjell Arne Evald Nordström, född 12 april 1949 i Skara, är en svensk politiker (socialdemokrat), som var riksdagsledamot 1985–1991 och 1994–2006. Åren 1991–1994 var han oppositionsråd i Skara kommun och sedan biträdande partisekreterare under Ingvar Carlssons ledning.
Nordström var ledamot i skatteutskottet samt finansutskottet och ledamot i Krigsdelegationen. Han var också ledamot i Riksbanksfullmäktige och i Svenska Spel.
Nordström var invald för Västra Götalands läns östra valkrets. Han var metallarbetare och har arbetat på Atlas Copco i Skara. Han har varit fackligt aktiv inom Metall. Han har länge varit aktiv i kommunpolitiken i Skara kommun och var kommunfullmäktiges ordförande från 1994 till 2006. Han var partidistriktets ordförande i Skaraborg 1994–2005 och ledamot av socialdemokraternas partistyrelse 1995–2005.
År 2010 valdes Kjell Nordström till regionfullmäktiges ordförande i Västra Götalandsregionen där han avslutade sin politiska gärning efter valet 2014.
Kjell Nordströms far, Evald Nordström var kommunalråd i Skara mellan 1987 och 1990, liksom hans syster Barbro Hassel mellan åren 2000 och 2013.
Nordströms son Fredrik Nordström är nuvarande kommunalråd i Skara kommun[när?].